# KBOオールスターゲーム
韓国プロ野球オールスター戦（KBO All-Star Game）は、シーズン中盤に開催される競技である。韓国プロ野球創設初年の1982年から毎年開催されており、ファン投票で選ばれた選手たちを中心に、2つのチームに分かれて試合を行う。1998年からインターネットを利用したファン投票が実施されている。なお、試合日程は1982年から1985年は3日間に渡って行われたが、1986年からは1試合で開催している。しかし、2020年、2021年はともに新型コロナウイルス感染症の影響で開催されなかった。

## ミスターオールスター（オールスターMVP）
- 1982年：金用熙（ロッテ・ジャイアンツ、東軍）
- 1983年：申慶植（OBベアーズ、東軍）
- 1984年：金用熙（ロッテ・ジャイアンツ、東軍）
- 1985年：金始眞（サムスン・ライオンズ、東軍）
- 1986年：金茂宗（ヘテ・タイガース、西軍）
- 1987年：金鍾模（ヘテ・タイガース、西軍）
- 1988年：韓大化（ヘテ・タイガース、西軍）
- 1989年：許奎沃（ロッテ・ジャイアンツ、東軍）
- 1990年：金旻浩（ロッテ・ジャイアンツ、東軍）
- 1991年：金應國（ロッテ・ジャイアンツ、東軍）
- 1992年：金城漢（ヘテ・タイガース、西軍）
- 1993年：李康敦（ピングレ・イーグルス、西軍）
- 1994年：鄭明源（太平洋ドルフィンズ、西軍）
- 1995年：鄭京勳（ハンファ・イーグルス、西軍）
- 1996年：金光林（サンバンウル・レイダース、東軍）
- 1997年：柳志炫（LGツインズ、西軍）
- 1998年：朴正泰（ロッテ・ジャイアンツ、東軍）
- 1999年：朴正泰（ロッテ・ジャイアンツ、ドリーム）
- 2000年：宋志晩（ハンファ・イーグルス、マジック）
- 2001年：タイロン・ウッズ（斗山ベアーズ、東軍）
- 2002年：朴栽弘（現代ユニコーンズ、西軍）
- 2003年：李鍾範（起亜タイガース、西軍）
- 2004年：鄭守根（ロッテ・ジャイアンツ、東軍）
- 2005年：李大浩（ロッテ・ジャイアンツ、東軍）
- 2006年：洪性炘（斗山ベアーズ、東軍）
- 2007年：鄭守根（ロッテジャイアンツ、東軍）
- 2008年：李大浩（ロッテジャイアンツ、東軍）
- 2009年：安致弘（起亜タイガース、西軍）
- 2010年：洪性炘（ロッテ・ジャイアンツ、イースタン）
- 2011年：李炳圭（LGツインズ、西軍）
- 2012年：黄載鈞（ロッテ・ジャイアンツ、イースタン）
- 2013年：田峻玗（ロッテ・ジャイアンツ、イースタン）
- 2014年：朴炳鎬（ネクセン・ヒーローズ、ウェスタン）
- 2015年：姜珉鎬（ロッテ・ジャイアンツ、ドリームオールスター）
- 2016年：閔炳憲（斗山ベアーズ、ドリームオールスター）
- 2017年：崔廷（SKワイバーンズ、ドリームオールスター）
- 2018年：金河成（ネクセン・ヒーローズ、ナヌムオールスター）
- 2019年：韓東旻（SKワイバーンズ、ドリームオールスター）
- 2022年：鄭恩源（ハンファ・イーグルス、ナヌムオールスター）
- 2023年：蔡恩成（ハンファ・イーグルス、ナヌムオールスター）
- 2024年：崔炯宇（起亜タイガース、ナヌムオールスター）

## 本塁打競争
日本のプロ野球のオールスターゲーム同様、本塁打競争もオールスター戦の途中で行われる一種の小大会で1993年から開始された。優勝時には、別の賞金が支給されることとなっている。
ゲームの進め方は、各選手ごとにアウトカウントが7個ずつ支給され、選手ごとにそれぞれ一度だけの機会が与えられる。ファウルが宣言されたり打球が伸びず、競技場内部に落ちるとアウトカウントが一つずつ追加される形で、投手が投げたボールを打たずにそのまま流す場合は、アウトカウントが追加されない。まず、予選で最も多くの本塁打を記録した選手の中で2人が決勝対決に進出することになり、この選手に限ってアウトカウントを各10個ずつ支給して一度だけの機会が与えられることになる。このうち、本塁打を最も多く記録した選手が優勝することになり、ここでも勝負が決まらなかった場合、打撃1回ずつ交互に再戦をするようにして最終的な勝者を選別する。ハンファ・イーグルスの 金泰均が最多の4回優勝である。

### 歴代のダービー勝者
- 1993年：梁埈赫（サムスン・ライオンズ） - 5本
- 1994年：金杞泰（サンバンウル・レイダース） - 3本
- 1995年：馬海泳（ロッテ・ジャイアンツ） - 6本
- 1996年：沈哉學（LGツインズ） - 2本（延長戦優勝）
- 1997年：朴栽弘（現代ユニコーンズ） - 2本
- 1998年：梁埈赫（サムスン・ライオンズ） - 5本
- 1999年：朴栽弘（現代ユニコーンズ） - 4本
- 2000年：タイロン・ウッズ（斗山ベアーズ） - 9本（外国人本塁打ダービーの勝者同士の決勝戦）
- 2001年：梁埈赫（LGツインズ） - 4本（延長戦優勝）
- 2002年：ティルソン・ブリトー（サムスン・ライオンズ） - 2本
- 2003年：金東柱（斗山ベアーズ） - 5本
- 2004年：朴龍澤（LGツインズ） - 4本
- 2005年：金泰均（ハンファ・イーグルス） - 5本
- 2006年：李宅根（現代ユニコーンズ） - 1本
- 2007年：金泰均（ハンファ・イーグルス） - 9本
- 2008年：朴栽弘（SKワイバーンズ） - 7本（ワールド本塁打競争）
- 2009年：李大浩（ロッテ・ジャイアンツ） - 5本
- 2010年：金賢洙（斗山ベアーズ） - 10本
- 2011年：朴正権（SKワイバーンズ） - 7本（予選は6本塁打を記録）
- 2012年：金泰均（ハンファ・イーグルス） - 6本（予選は14本塁打で予選部門新記録）
- 2013年：李承燁（三星ライオンズ） - 6本
- 2014年：金賢洙（斗山ベアーズ） - 14本（歴代本塁打競争史上最多）
- 2015年：黄載鈞（ロッテ・ジャイアンツ） - 11本
- 2016年：ルイス・ヒメネス（LGツインズ） - 5本
- 2017年：ウィリン・ロサリオ（ハンファ・イーグルス） - 8本
- 2018年：李大浩（ロッテ・ジャイアンツ） - 3本（延長戦 1本）
- 2019年 : 金宰煥（斗山ベアーズ） - 5本
- 2022年：李大浩（ロッテ・ジャイアンツ） - 5本